# 스위스 치즈

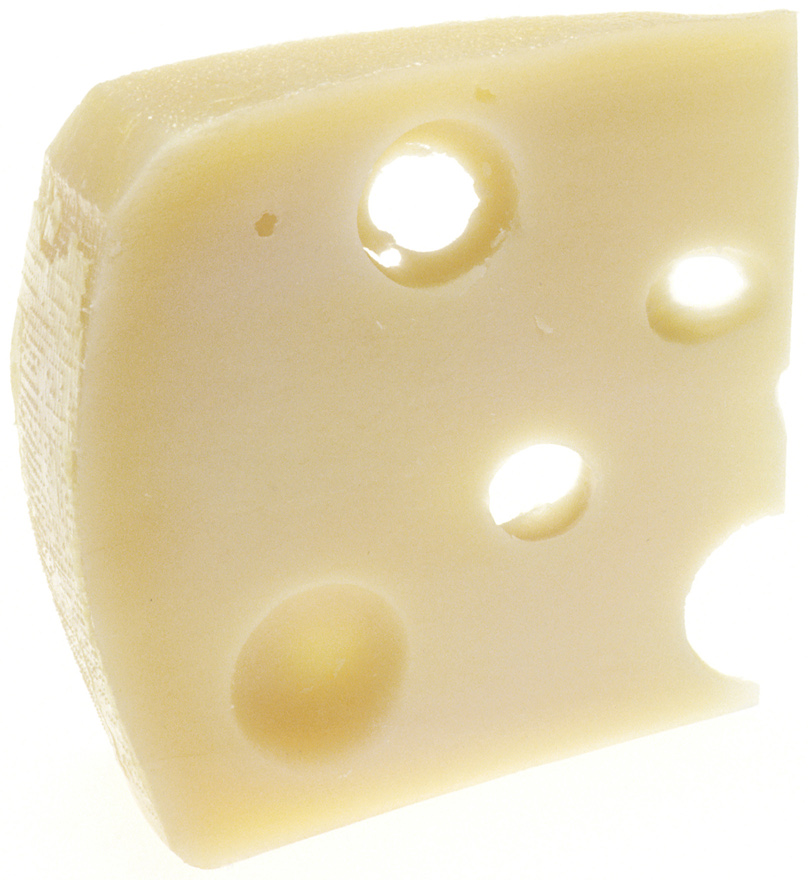

스위스 치즈(Swiss cheese)는 스위스 에멘탈 주변 지역에서 유래한 노란색의 중간 정도 단단한 치즈인 에멘탈 치즈와 유사한 다양한 치즈이다. 스위스형 치즈 또는 알파인 치즈로 분류된다. 일부 유형의 스위스 치즈는 치즈의 블록이나 둥근 부분에 구멍이 가득하여 외관이 독특하다.
스위스 치즈는 현재 미국, 핀란드, 에스토니아, 아일랜드를 포함한 많은 국가에서 생산된다. 생우유로 만든 스위스산 오리지널과 달리 저온살균 우유나 부분 탈지 우유를 사용하여 만드는 경우도 있다. 미국 농무부는 스위스 치즈와 에멘탈러 치즈라는 용어를 같은 의미로 사용한다. 호주에서는 스위스 스타일 치즈와 함께 두 용어가 모두 사용되며 경우에 따라 두 용어를 구별한다. 스위스 치즈라는 용어는 인도에서 가끔 사용되기도 하지만 종종 에멘탈이라고도 불린다.

## 변형
베이비 스위스(Baby Swiss)와 레이스 스위스(Lacy Swiss)는 미국산 스위스 치즈의 두 가지 종류이다. 둘 다 작은 구멍이 있고 부드러운 맛이 난다. 베이비 스위스는 전유로 만들고, 레이스 스위스는 저지방 우유로 만든다. 베이비 스위스는 알프레드 구기스버그(Alfred Guggisberg)가 소유한 구기스버스 치즈 컴퍼니(Guggisberg Cheese Company)에 의해 1960년대 중반 오하이오주 참 외곽에서 개발되었다.